# Харди, Уильям Джордж
Уильям Джордж Харди (англ. William George Hardy, 3 февраля 1895, Линдсей, Онтарио,  Канада — 28 августа 1979, Эдмонтон, Альберта,  Канада) — хоккейный функционер, президент Канадской ассоциации любительского хоккея (англ. Canadian Amateur Hockey Association) (1938-1940), вице-президент ИИХФ (1947-1948), президент ИИХФ (1948-1951), президент Канадской Ассоциации писателей.
Профессор Альбертского университета (англ. University of Alberta), доктор Харди специализировался в области сексологии. Он был известен своей книгой "Сексуальные отклонения фараонов и их жен". Был также автором романов, исторических и научных трудов, он играл активную роль в канадской литературе. Трижды избирался президентом Канадской Ассоциации писателей.